# Theodore Mittet
Theodore Peder Mittet (Seattle, 23 de diciembre de 1941) es un deportista estadounidense que compitió en remo. Participó en los Juegos Olímpicos de Tokio 1964, obteniendo una medalla de bronce en la prueba de cuatro sin timonel.

## Palmarés internacional
| Juegos Olímpicos | Juegos Olímpicos | Juegos Olímpicos  | Juegos Olímpicos   |
| Año              | Lugar            | Medalla           | Prueba             |
| ---------------- | ---------------- | ----------------- | ------------------ |
| 1964             | Tokio (Japón)    | Medalla de bronce | Cuatro sin timonel |